# Лауреаты Государственной премии Украины в области науки и техники (1970)
Лауреаты Государственной премии Украины в области науки и техники 1970 года — перечень награждённых государственной наградой Украинской ССР, присужденной в 1970 году за достижения в науке и технике.
На основании представления Комитета по Государственным премиям Украины в области науки и техники Центральный Комитет Компартии Украины и Совет Министров Украинской ССР вышло Постановление № № 634 от 21 декабря 1970 г. «О присуждении Государственных премий Украины в области науки и техники в 1970 году»

## Лауреаты
| Премированная работа | Лауреаты                             | кратко про лауреата |
| --- | ------------------------------------ | --- |
| «Открытия и разведка Южно-Белозерского и Переверзевcкого месторождений высококачественных богатых железных руд в Запорожской области (1956—1968 годы)»         | Басанский, Григорий Гаврилович       | главный инженер Белозерской комплексной геологоразведочной экспедиции                                                                     |
| «Открытия и разведка Южно-Белозерского и Переверзевcкого месторождений высококачественных богатых железных руд в Запорожской области (1956—1968 годы)»         | Пелюшенко, Валентин Михайлович       | кандидат геолого-минералогических наук, начальник тематической партии треста «Днепрогеофизика»                                            |
| «Открытия и разведка Южно-Белозерского и Переверзевcкого месторождений высококачественных богатых железных руд в Запорожской области (1956—1968 годы)»         | Кабризон, Вениамин Моисеевич         | бывший старший гидрогеолог Белозерской геологоразведочной партии треста «Днепрогеология»                                                  |
| «Открытия и разведка Южно-Белозерского и Переверзевcкого месторождений высококачественных богатых железных руд в Запорожской области (1956—1968 годы)»         | Миткеев, Михаил Васильевич           | кандидат геолого-минералогических наук, главный геолог треста «Днепрогеология»                                                            |
| «Открытия и разведка Южно-Белозерского и Переверзевcкого месторождений высококачественных богатых железных руд в Запорожской области (1956—1968 годы)»         | Халл, Виктор Фёдорович               | старший геолог Кременчугской геологоразведочной экспедиции треста «Киевгеология»                                                          |
| «Открытия и разведка Южно-Белозерского и Переверзевcкого месторождений высококачественных богатых железных руд в Запорожской области (1956—1968 годы)»         | Струев, Михаил Иванович              | заместитель министра геологии УССР, руководитель работы                                                                                   |
| «Открытия и разведка Южно-Белозерского и Переверзевcкого месторождений высококачественных богатых железных руд в Запорожской области (1956—1968 годы)»         | Доброхотов, Михаил Николаевич        | доктор геолого-минералогических наук, начальник тематической партии треста «Киевгеология»                                                 |
| «Коренное усовершенствование методов подземной разработки мощных рудных месторождений»                                                                         | Кравцов, Михаил Ефремович            | бурильщик шахты «Северная» рудника имени Кирова                                                                                           |
| «Коренное усовершенствование методов подземной разработки мощных рудных месторождений»                                                                         | Рудник, Василий Фёдорович            | бригадир комплексной бригады шахты «Гигант» рудника имени Дзержинского                                                                    |
| «Коренное усовершенствование методов подземной разработки мощных рудных месторождений»                                                                         | Ефремов, Владимир Сергеевич          | главный инженер рудника имени Кирова |
| «Коренное усовершенствование методов подземной разработки мощных рудных месторождений»                                                                         | Шкута, Эдуард Иванович               | главный инженер Укрглавруды Министерства чёрной металлургии УССР                                                                          |
| «Коренное усовершенствование методов подземной разработки мощных рудных месторождений»                                                                         | Хивренко, Яким Фотиевич              | кандидат технических наук, руководитель треста «Дзержинскруда»                                                                            |
| «Коренное усовершенствование методов подземной разработки мощных рудных месторождений»                                                                         | Ващенко, Виктор Семёнович            | кандидат технических наук, директор Научно-исследовательского института вентиляции и очистки воздуха Министерства чёрной металлургии СССР |
| «Коренное усовершенствование методов подземной разработки мощных рудных месторождений»                                                                         | Петренко, Пётр Дмитриевич            | кандидат технических наук, доцент Криворожского горнорудного института                                                                    |
| «Коренное усовершенствование методов подземной разработки мощных рудных месторождений»                                                                         | Малахов, Георгий Михайлович          | академик АН УССР, ректор Криворожского горнорудного института, руководитель работы                                                        |
| «Работа „Электронные явления на поверхности полупроводников“»                                                                                                  | Ляшенко, Лидия Васильевна            | кандидат химических наук, младший научный сотрудник Института физической химии Академии наук УССР                                         |
| «Работа „Электронные явления на поверхности полупроводников“»                                                                                                  | Стриха, Виталий Илларионович         | кандидат физико-математических наук, заведующий лабораторией Киевского государственного университета имени Тараса Шевченко                |
| «Работа „Электронные явления на поверхности полупроводников“»                                                                                                  | Стенко, Иван Иванович                | кандидат физико-математических наук, старший научный сотрудник Института полупроводников Академии наук УССР                               |
| «Работа „Электронные явления на поверхности полупроводников“»                                                                                                  | Литовченко, Владимир Григорьевич     | кандидат физико-математических наук, старший научный сотрудник Института полупроводников Академии наук УССР                               |
| «Работа „Электронные явления на поверхности полупроводников“»                                                                                                  | Ляшенко, Василий Иванович            | доктор физико-математических наук, профессор, заведующий отделом Института полупроводников Академии наук УССР                             |
| «Разработка методов математического моделирования уравнений эллиптического типа и их внедрение в различные отрасли народного хозяйства»                        | Мустафа, Павел Михайлович            | директор Северодонецкого приборостроительного завода                                                                                      |
| «Разработка методов математического моделирования уравнений эллиптического типа и их внедрение в различные отрасли народного хозяйства»                        | Гутман, Борис Борисович              | кандидат технических наук, начальник лаборатории Всесоюзного научно-исследовательского института целлюлозно-бумажной промышленности       |
| «Разработка методов математического моделирования уравнений эллиптического типа и их внедрение в различные отрасли народного хозяйства»                        | Панчишин, Валентин Игнатьевич        | кандидат технических наук, старший научный сотрудник Института математики Академии наук УССР                                              |
| «Разработка методов математического моделирования уравнений эллиптического типа и их внедрение в различные отрасли народного хозяйства»                        | Фильчаков, Павел Феодосьевич         | член-корреспондент АН УССР, заведующий отделом Института математики Академии наук УССР, руководитель работы                               |
| «Разработка и внедрение в народное хозяйство комплекса электронных измерительных устройств высокой точности»                                                   | Кочевых, Иван Павлович               | генеральный директор Львовского производственно-технического объединения имени В. И. Ленина                                               |
| «Разработка и внедрение в народное хозяйство комплекса электронных измерительных устройств высокой точности»                                                   | Юзевич, Юрий Васильевич              | кандидат технических наук, заведующий лабораторией Львовского политехнического института                                                  |
| «Разработка и внедрение в народное хозяйство комплекса электронных измерительных устройств высокой точности»                                                   | Соголовский, Евгений Пантелеймонович | кандидат технических наук, заведующий лабораторией Львовского политехнического института                                                  |
| «Разработка и внедрение в народное хозяйство комплекса электронных измерительных устройств высокой точности»                                                   | Вишенчук, Игорь Михайлович           | кандидат технических наук, доцент Львовского политехнического института                                                                   |
| «Разработка и внедрение в народное хозяйство комплекса электронных измерительных устройств высокой точности»                                                   | Асаевич, Геннадий Алексеевич         | заведующий отделом Львовского политехнического института                                                                                  |
| «Разработка и внедрение в народное хозяйство комплекса электронных измерительных устройств высокой точности»                                                   | Шведский, Бенцион Иосифович          | доктор технических наук, профессорЛьвовского политехнического института, руководитель работы                                              |
| «Разработка и внедрение системы управления радиотехническим предприятием массового производства-системы „Львов“»                                               | Земсков, Артур Фёдорович             | начальник координационно-руководящего центра Львовского телевизионного завода                                                             |
| «Разработка и внедрение системы управления радиотехническим предприятием массового производства-системы „Львов“»                                               | Кудрик, Михаил Фёдорович             | начальник конструкторского отдела Львовского телевизионного завода                                                                        |
| «Разработка и внедрение системы управления радиотехническим предприятием массового производства-системы „Львов“»                                               | Ванник, Николай Александрович        | главный инженер Львовского телевизионного завода                                                                                          |
| «Разработка и внедрение системы управления радиотехническим предприятием массового производства-системы „Львов“»                                               | Морозов, Анатолий Алексеевич         | начальник лаборатории Института кибернетики Академии наук УССР                                                                            |
| «Разработка и внедрение системы управления радиотехническим предприятием массового производства-системы „Львов“»                                               | Петровский, Степан Остапович         | директор Львовского телевизионного завода                                                                                                 |
| «Разработка и внедрение системы управления радиотехническим предприятием массового производства-системы „Львов“»                                               | Подчасова, Татьяна Павловна          | кандидат физико-математических наук, ведущий инженер Института кибернетики Академии наук УССР                                             |
| «Разработка и внедрение системы управления радиотехническим предприятием массового производства-системы „Львов“»                                               | Шкурба, Виктор Васильевич            | кандидат физико-математических наук, заведующий отделом Института кибернетики Академии наук УССР                                          |
| «Разработка и внедрение системы управления радиотехническим предприятием массового производства-системы „Львов“»                                               | Кузнецов, Владимир Константинович    | кандидат технических наук, главный конструктор Института кибернетики Академии наук УССР                                                   |
| «Разработка и внедрение системы управления радиотехническим предприятием массового производства-системы „Львов“»                                               | Скурихин, Владимир Ильич             | кандидат технических наук, заведующий отделом Института кибернетики Академии наук УССР                                                    |
| «Разработка и внедрение системы управления радиотехническим предприятием массового производства-системы „Львов“»                                               | Глушков, Виктор Михайлович           | академик АН СССР, директор Института кибернетики Академии наук УССР, руководитель работы                                                  |
| «Разработка, освоение и широкое промышленное внедрение нового высокопроизводительного процесса одновременной прокатки двух слитков на больших обжимных станах» | Шафран, Иван Казимирович             | главный прокатчик Днепровского металлургического завода имени Дзержинского                                                                |
| «Разработка, освоение и широкое промышленное внедрение нового высокопроизводительного процесса одновременной прокатки двух слитков на больших обжимных станах» | Иванин, Михаил Петрович              | старший мастер блюминга «1150» Днепровского металлургического завода имени Дзержинского                                                   |
| «Разработка, освоение и широкое промышленное внедрение нового высокопроизводительного процесса одновременной прокатки двух слитков на больших обжимных станах» | Цуканов, Георгий Эммануилович        | бывший главный инженер Днепровского металлургического завода имени Дзержинского                                                           |
| «Разработка, освоение и широкое промышленное внедрение нового высокопроизводительного процесса одновременной прокатки двух слитков на больших обжимных станах» | Лихорадов, Анатолий Петрович         | бывший начальник цеха Криворожского металлургического завода имени В. И. Ленина                                                           |
| «Разработка, освоение и широкое промышленное внедрение нового высокопроизводительного процесса одновременной прокатки двух слитков на больших обжимных станах» | Валуев, Николай Александрович        | старший мастер цеха блюминга «1150» Криворожского металлургического завода имени В. И. Ленина                                             |
| «Разработка, освоение и широкое промышленное внедрение нового высокопроизводительного процесса одновременной прокатки двух слитков на больших обжимных станах» | Сацкий, Виталий Антонович            | кандидат технических наук, главный инженер Криворожского металлургического завода имени В. И. Ленина                                      |
| «Разработка, освоение и широкое промышленное внедрение нового высокопроизводительного процесса одновременной прокатки двух слитков на больших обжимных станах» | Павлов, Валерий Леонидович           | кандидат технических наук, старший научный сотрудник Института чёрной металлургии Министерства чёрной металлургии СССР                    |
| «Разработка, освоение и широкое промышленное внедрение нового высокопроизводительного процесса одновременной прокатки двух слитков на больших обжимных станах» | Мелешко, Владимир Иванович           | кандидат технических наук, старший научный сотрудник Института чёрной металлургии Министерства чёрной металлургии СССР                    |
| «Разработка, освоение и широкое промышленное внедрение нового высокопроизводительного процесса одновременной прокатки двух слитков на больших обжимных станах» | Чехранов, Вадим Демьянович           | кандидат технических наук, заведующий лабораторией Института чёрной металлургии Министерства чёрной металлургии СССР                      |
| «Разработка, освоение и широкое промышленное внедрение нового высокопроизводительного процесса одновременной прокатки двух слитков на больших обжимных станах» | Чекмарёв, Александр Петрович         | академик АН СССР, заведующий отделом Института чёрной металлургии Министерства чёрной металлургии СССР                                    |
| «Создание и внедрение комплекса машин для программных испытаний на усталость материалов и конструкций»                                                         | Синюк, Игорь Иванович                | старший инженер Института механики Академии наук УССР                                                                                     |
| «Создание и внедрение комплекса машин для программных испытаний на усталость материалов и конструкций»                                                         | Кубяк, Роман Феликсович              | старший инженер Института механики Академии наук УССР                                                                                     |
| «Создание и внедрение комплекса машин для программных испытаний на усталость материалов и конструкций»                                                         | Павловский, Вадим Эдуардович         | кандидат технических наук, младший научный сотрудник Института механики Академии наук УССР                                                |
| «Создание и внедрение комплекса машин для программных испытаний на усталость материалов и конструкций»                                                         | Буглий, Евгений Георгиевич           | кандидат технических наук, старший научный сотрудник Института механики Академии наук УССР                                                |
| «Создание и внедрение комплекса машин для программных испытаний на усталость материалов и конструкций»                                                         | Филатов, Эдуард Яковлевич            | кандидат технических наук, старший научный сотрудник Института механики Академии наук УССР                                                |
| «Создание и внедрение комплекса машин для программных испытаний на усталость материалов и конструкций»                                                         | Ищенко, Игорь Иванович               | кандидат технических наук, заместитель директора Института механики Академии наук УССР                                                    |
| «Создание и внедрение комплекса машин для программных испытаний на усталость материалов и конструкций»                                                         | Гарф, Михаил Эрнестович              | доктор технических наук, заведующий отделом Института механики Академии наук УССР, руководитель работы                                    |
| «Трёхтомный труд "Украинская ССР в Великой Отечественной войне Советского Союза (1941—1945 годы)"»                                                             | Кострыба, Пётр Михайлович            | кандидат исторических наук, доцент Киевского государственного института культуры                                                          |
| «Трёхтомный труд "Украинская ССР в Великой Отечественной войне Советского Союза (1941—1945 годы)"»                                                             | Архипов, Иван Васильевич             | работник штаба Краснознаменного Киевского военного округа                                                                                 |
| «Трёхтомный труд "Украинская ССР в Великой Отечественной войне Советского Союза (1941—1945 годы)"»                                                             | Голиков, Сергей Зиновьевич           | доктор исторических наук, профессор Военной инженерной радиотехнической академии имени Говорова                                           |
| «Трёхтомный труд "Украинская ССР в Великой Отечественной войне Советского Союза (1941—1945 годы)"»                                                             | Вольский, Серафим Андреевич          | доктор исторических наук, профессор, заведующий кафедрой Одесского института инженеров морского флота                                     |
| «Трёхтомный труд "Украинская ССР в Великой Отечественной войне Советского Союза (1941—1945 годы)"»                                                             | Коваль, Михаил Васильевич            | кандидат исторических наук, старший научный сотрудник Институт истории Академии наук УССР                                                 |
| «Трёхтомный труд "Украинская ССР в Великой Отечественной войне Советского Союза (1941—1945 годы)"»                                                             | Слинько, Иван Иванович               | доктор исторических наук, старший научный сотрудник Института истории Академии наук УССР                                                  |
| «Трёхтомный труд "Украинская ССР в Великой Отечественной войне Советского Союза (1941—1945 годы)"»                                                             | Клоков, Всеволод Иванович            | доктор исторических наук, профессор, заведующий отделом Института истории Академии наук УССР                                              |
| «Трёхтомный труд "Украинская ССР в Великой Отечественной войне Советского Союза (1941—1945 годы)"»                                                             | Мултых, Георгий Минович              | кандидат исторических наук, профессор, заместитель директора Института истории партии ЦК КП Украины                                       |